# Formule 1 in 1996

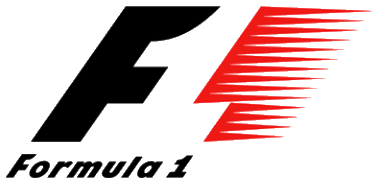
Formule 1 logo

Het Formule 1-seizoen 1996 was het 47ste FIA Formula One World Championship seizoen. Het begon op 10 maart en eindigde op 13 oktober na zestien races.
Damon Hill won zijn enige wereldtitel.
Michael Schumacher stapte over van Benetton naar Ferrari. Jean Alesi en Gerhard Berger maakten de omgekeerde weg.
De 107%-regel werd dit seizoen geïntroduceerd. Om zich te kwalificeren moesten rijders binnen 107% van de tijd van de poleposition blijven.
Forti was er na de Grand Prix van Groot-Brittannië niet meer bij.

## Kalender

Landen die in 1996 een Grand Prix organiseerden zijn getoond in het groen, voormalige organiserende landen zijn getoond in het donkergrijs.

| GP nr. | Ronde | Grand Prix              | Circuit                        | Plaats            | Datum        |
| ------ | ----- | ----------------------- | ------------------------------ | ----------------- | ------------ |
| 582    | 1     | GP van Australië        | Albert Park Street Circuit     | Melbourne         | 10 maart     |
| 583    | 2     | GP van Brazilië         | Autódromo José Carlos Pace     | São Paulo         | 31 maart     |
| 584    | 3     | GP van Argentinië       | Autódromo Oscar Alfredo Gálvez | Buenos Aires      | 7 april      |
| 585    | 4     | GP van Europa           | Nürburgring GP-Strecke         | Nürburg           | 28 april     |
| 586    | 5     | GP van San Marino       | Autodromo Enzo e Dino Ferrari  | Imola             | 5 mei        |
| 587    | 6     | GP van Monaco           | Circuit de Monaco              | Monte Carlo       | 19 mei       |
| 588    | 7     | GP van Spanje           | Circuit de Barcelona-Catalunya | Montmeló          | 2 juni       |
| 589    | 8     | GP van Canada           | Circuit Gilles Villeneuve      | Montreal (Quebec) | 16 juni      |
| 590    | 9     | GP van Frankrijk        | Circuit de Nevers Magny-Cours  | Magny-Cours       | 30 juni      |
| 591    | 10    | GP van Groot-Brittannië | Silverstone Circuit            | Silverstone       | 14 juli      |
| 592    | 11    | GP van Duitsland        | Hockenheimring                 | Hockenheim        | 28 juli      |
| 593    | 12    | GP van Hongarije        | Hungaroring                    | Mogyoród          | 11 augustus  |
| 594    | 13    | GP van België           | Circuit de Spa-Francorchamps   | Stavelot          | 25 augustus  |
| 595    | 14    | GP van Italië           | Autodromo Nazionale Monza      | Monza             | 8 september  |
| 596    | 15    | GP van Portugal         | Autódromo do Estoril           | Estoril           | 22 september |
| 597    | 16    | GP van Japan            | Circuit Suzuka                 | Suzuka            | 13 oktober   |

### Afgelast
De Grand Prix van de Pacific zou na 1994 en 1995 verhuizen van het TI Circuit Aida in Japan naar het Sentul International Circuit in Indonesië maar werd afgelast omdat het circuit ongeschikt bleek voor de Formule 1 door de te krappe bochten.
| Ronde | Grand Prix        | Circuit                      | Plaats | Originele datum |
| ----- | ----------------- | ---------------------------- | ------ | --------------- |
| 17    | GP van de Pacific | Sentul International Circuit | Sentul | 13 oktober      |

## Ingeschreven teams en coureurs
De volgende teams en coureurs namen deel aan het 'FIA Formula One World Championship' 1996. Alle teams reden met banden geleverd door Goodyear.
| Inschrijving                         | Constructeur       | Chassis        | Motor                           | Nr. | Coureur               | Ronde   |
| ------------------------------------ | ------------------ | -------------- | ------------------------------- | --- | --------------------- | ------- |
| Scuderia Ferrari                     | Ferrari            | F310           | Ferrari 046 3.0 V10             | 1   | Michael Schumacher    | Alle    |
| Scuderia Ferrari                     | Ferrari            | F310           | Ferrari 046 3.0 V10             | 2   | Eddie Irvine          | Alle    |
| Mild Seven Benetton Renault          | Benetton-Renault   | B196           | Renault RS8 3.0 V10             | 3   | Jean Alesi            | Alle    |
| Mild Seven Benetton Renault          | Benetton-Renault   | B196           | Renault RS8 3.0 V10             | 4   | Gerhard Berger        | Alle    |
| Rothmans Williams Renault            | Williams-Renault   | FW18           | Renault RS8 3.0 V10             | 5   | Damon Hill            | Alle    |
| Rothmans Williams Renault            | Williams-Renault   | FW18           | Renault RS8 3.0 V10             | 6   | Jacques Villeneuve    | Alle    |
| Marlboro McLaren Mercedes            | McLaren-Mercedes   | MP4/11 MP4/11B | Mercedes FO 110/3 3.0 V10       | 7   | Mika Häkkinen         | Alle    |
| Marlboro McLaren Mercedes            | McLaren-Mercedes   | MP4/11 MP4/11B | Mercedes FO 110/3 3.0 V10       | 8   | David Coulthard       | Alle    |
| Ligier Gauloises Blondes             | Ligier-Mugen-Honda | JS43           | Mugen-Honda MF-301 HA 3.0 V10   | 9   | Olivier Panis         | Alle    |
| Ligier Gauloises Blondes             | Ligier-Mugen-Honda | JS43           | Mugen-Honda MF-301 HA 3.0 V10   | 10  | Pedro Diniz           | Alle    |
| Benson & Hedges Total Jordan Peugeot | Jordan-Peugeot     | 196            | Peugeot A12 EV5 3.0 V10         | 11  | Rubens Barrichello    | Alle    |
| Benson & Hedges Total Jordan Peugeot | Jordan-Peugeot     | 196            | Peugeot A12 EV5 3.0 V10         | 12  | Martin Brundle        | Alle    |
| Red Bull Sauber Ford                 | Sauber-Ford        | C15            | Ford JD Zetec-R 3.0 V10         | 14  | Johnny Herbert        | Alle    |
| Red Bull Sauber Ford                 | Sauber-Ford        | C15            | Ford JD Zetec-R 3.0 V10         | 15  | Heinz-Harald Frentzen | Alle    |
| Footwork Hart                        | Footwork-Hart      | FA17           | Hart 830 3.0 V8                 | 16  | Ricardo Rosset        | Alle    |
| Footwork Hart                        | Footwork-Hart      | FA17           | Hart 830 3.0 V8                 | 17  | Jos Verstappen        | Alle    |
| Tyrrell Yamaha                       | Tyrrell-Yamaha     | 024            | Yamaha OX11A 3.0 V10            | 18  | Ukyo Katayama         | Alle    |
| Tyrrell Yamaha                       | Tyrrell-Yamaha     | 024            | Yamaha OX11A 3.0 V10            | 19  | Mika Salo             | Alle    |
| Minardi Team                         | Minardi-Ford       | M195B          | Ford ED2 3.0 V8 Ford ED3 3.0 V8 | 20  | Pedro Lamy            | Alle    |
| Minardi Team                         | Minardi-Ford       | M195B          | Ford ED2 3.0 V8 Ford ED3 3.0 V8 | 21  | Giancarlo Fisichella  | 1, 4–10 |
| Minardi Team                         | Minardi-Ford       | M195B          | Ford ED2 3.0 V8 Ford ED3 3.0 V8 | 21  | Tarso Marques         | 2–3     |
| Minardi Team                         | Minardi-Ford       | M195B          | Ford ED2 3.0 V8 Ford ED3 3.0 V8 | 21  | Giovanni Lavaggi      | 11–16   |
| Forti Grand Prix                     | Forti-Ford         | FG01B FG03     | Ford ECA Zetec-R 3.0 V8         | 22  | Luca Badoer           | 1–10    |
| Forti Grand Prix                     | Forti-Ford         | FG01B FG03     | Ford ECA Zetec-R 3.0 V8         | 23  | Andrea Montermini     | 1–10    |

## Resultaten en klassement

### Grands Prix
| Ronde | Grand Prix              | Poleposition       | Snelste ronde      | Winnende coureur   | Winnende constructeur | Verslag |
| ----- | ----------------------- | ------------------ | ------------------ | ------------------ | --------------------- | ------- |
| 1     | GP van Australië        | Jacques Villeneuve | Jacques Villeneuve | Damon Hill         | Williams-Renault      | Verslag |
| 2     | GP van Brazilië         | Damon Hill         | Damon Hill         | Damon Hill         | Williams-Renault      | Verslag |
| 3     | GP van Argentinië       | Damon Hill         | Jean Alesi         | Damon Hill         | Williams-Renault      | Verslag |
| 4     | GP van Europa           | Damon Hill         | Damon Hill         | Jacques Villeneuve | Williams-Renault      | Verslag |
| 5     | GP van San Marino       | Michael Schumacher | Damon Hill         | Damon Hill         | Williams-Renault      | Verslag |
| 6     | GP van Monaco           | Michael Schumacher | Jean Alesi         | Olivier Panis      | Ligier-Mugen-Honda    | Verslag |
| 7     | GP van Spanje           | Damon Hill         | Michael Schumacher | Michael Schumacher | Ferrari               | Verslag |
| 8     | GP van Canada           | Damon Hill         | Jacques Villeneuve | Damon Hill         | Williams-Renault      | Verslag |
| 9     | GP van Frankrijk        | Michael Schumacher | Jacques Villeneuve | Damon Hill         | Williams-Renault      | Verslag |
| 10    | GP van Groot-Brittannië | Damon Hill         | Jacques Villeneuve | Jacques Villeneuve | Williams-Renault      | Verslag |
| 11    | GP van Duitsland        | Damon Hill         | Damon Hill         | Damon Hill         | Williams-Renault      | Verslag |
| 12    | GP van Hongarije        | Michael Schumacher | Damon Hill         | Jacques Villeneuve | Williams-Renault      | Verslag |
| 13    | GP van België           | Jacques Villeneuve | Gerhard Berger     | Michael Schumacher | Ferrari               | Verslag |
| 14    | GP van Italië           | Damon Hill         | Michael Schumacher | Michael Schumacher | Ferrari               | Verslag |
| 15    | GP van Portugal         | Damon Hill         | Jacques Villeneuve | Jacques Villeneuve | Williams-Renault      | Verslag |
| 16    | GP van Japan            | Jacques Villeneuve | Jacques Villeneuve | Damon Hill         | Williams-Renault      | Verslag |

### Puntentelling
Punten worden toegekend aan de top zes geklasseerde coureurs. 
| Positie | 01e0 | 02e0 | 03e0 | 04e0 | 05e0 | 06e0 |
| Punten  | 10   | 6    | 4    | 3    | 2    | 1    |

### Klassement bij de coureurs
| Pos. | Nr. | Coureur               | Grands Prix | Grands Prix | Grands Prix | Grands Prix | Grands Prix | Grands Prix | Grands Prix | Grands Prix | Grands Prix | Grands Prix | Grands Prix | Grands Prix | Grands Prix | Grands Prix | Grands Prix | Grands Prix | Punten |
| Pos. | Nr. | Coureur               | AUS         | BRA         | ARG         | EUR         | SMR         | MON         | SPA         | CAN         | FRA         | GBR         | DUI         | HON         | BEL         | ITA         | POR         | JPN         | Punten |
| ---- | --- | --------------------- | ----------- | ----------- | ----------- | ----------- | ----------- | ----------- | ----------- | ----------- | ----------- | ----------- | ----------- | ----------- | ----------- | ----------- | ----------- | ----------- | ------ |
| 1    | 5   | Damon Hill            | 1           | 1PS0        | 1P          | 4PS0        | 1S          | DNF         | DNFP        | 1P          | 1           | DNFP        | 1PS0        | 2S          | 5           | DNFP        | 2P          | 1           | 97     |
| 2    | 6   | Jacques Villeneuve    | 2PS0        | DNF         | 2           | 1           | 11†         | DNF         | 3           | 2S          | 2S          | 1S          | 3           | 1           | 2P          | 7           | 1S          | DNFPS0      | 78     |
| 3    | 1   | Michael Schumacher    | DNF         | 3           | DNF         | 2           | 2P          | DNFP        | 1S          | DNF         | DNSP        | DNF         | 4           | 9P†         | 1           | 1S          | 3           | 2           | 59     |
| 4    | 3   | Jean Alesi            | DNF         | 2           | 3S          | DNF         | 6           | DNFS        | 2           | 3           | 3           | DNF         | 2           | 3           | 4           | 2           | 4           | DNF         | 47     |
| 5    | 7   | Mika Häkkinen         | 5           | 4           | DNF         | 8           | 8†          | 6†          | 5           | 5           | 5           | 3           | DNF         | 4           | 3           | 3           | DNF         | 3           | 31     |
| 6    | 4   | Gerhard Berger        | 4           | DNF         | DNF         | 9           | 3           | DNF         | DNF         | DNF         | 4           | 2           | 13†         | DNF         | 6S          | DNF         | 6           | 4           | 21     |
| 7    | 8   | David Coulthard       | DNF         | DNF         | 7           | 3           | DNF         | 2           | DNF         | 4           | 6           | 5           | 5           | DNF         | DNF         | DNF         | 13          | 8           | 18     |
| 8    | 11  | Rubens Barrichello    | DNF         | DNF         | 4           | 5           | 5           | DNF         | DNF         | DNF         | 9           | 4           | 6           | 6           | DNF         | 5           | DNF         | 9           | 14     |
| 9    | 9   | Olivier Panis         | 7           | 6           | 8           | DNF         | DNF         | 1           | DNF         | DNF         | 7           | DNF         | 7           | 5           | DNF         | DNF         | 10          | 7           | 13     |
| 10   | 2   | Eddie Irvine          | 3           | 7           | 5           | DNF         | 4           | 7†          | DNF         | DNF         | DNF         | DNF         | DNF         | DNF         | DNF         | DNF         | 5           | DNF         | 11     |
| 11   | 12  | Martin Brundle        | DNF         | 12†         | DNF         | 6           | DNF         | DNF         | DNF         | 6           | 8           | 6           | 10          | DNF         | DNF         | 4           | 9           | 5           | 8      |
| 12   | 15  | Heinz-Harald Frentzen | 8           | DNF         | DNF         | DNF         | DNF         | 4†          | 4           | DNF         | DNF         | 8           | 8           | DNF         | DNF         | DNF         | 7           | 6           | 7      |
| 13   | 19  | Mika Salo             | 6           | 5           | DNF         | DSQ         | DNF         | 5†          | DSQ         | DNF         | 10          | 7           | 9           | DNF         | 7           | DNF         | 11          | DNF         | 5      |
| 14   | 14  | Johnny Herbert        | DNS         | DNF         | 9           | 7           | DNF         | 3           | DNF         | 7           | DSQ         | 9           | DNF         | DNF         | DNF         | 9†          | 8           | 10          | 4      |
| 15   | 10  | Pedro Diniz           | 10          | 8           | DNF         | 10          | 7           | DNF         | 6           | DNF         | DNF         | DNF         | DNF         | DNF         | DNF         | 6           | DNF         | DNF         | 2      |
| 16   | 17  | Jos Verstappen        | DNF         | DNF         | 6           | DNF         | DNF         | DNF         | DNF         | DNF         | DNF         | 10          | DNF         | DNF         | DNF         | 8           | DNF         | 11          | 1      |
| 17   | 18  | Ukyo Katayama         | 11          | 9           | DNF         | DSQ         | DNF         | DNF         | DNF         | DNF         | DNF         | DNF         | DNF         | 7           | 8           | 10          | 12          | DNF         | 0      |
| 18   | 16  | Ricardo Rosset        | 9           | DNF         | DNF         | 11          | DNF         | DNF         | DNF         | DNF         | 11          | DNF         | 11          | 8           | 9           | DNF         | 14          | 13          | 0      |
| 19   | 21  | Giancarlo Fisichella  | DNF         |             |             | 13          | DNF         | DNF         | DNF         | 8           | DNF         | 11          |             |             |             |             |             |             | 0      |
| 20   | 20  | Pedro Lamy            | DNF         | 10          | DNF         | 12          | 9           | DNF         | DNF         | DNF         | 12          | DNF         | 12          | DNF         | 10          | DNF         | 16          | 12          | 0      |
| 21   | 22  | Luca Badoer           | DNQ         | 11          | DNF         | DNQ         | 10          | DNF         | DNQ         | DNF         | DNF         | DNQ         | DNP         |             |             |             |             |             | 0      |
| 22   | 21  | Giovanni Lavaggi      |             |             |             |             |             |             |             |             |             |             | DNQ         | 10†         | DNQ         | DNF         | 15          | DNQ         | 0      |
| 23   | 23  | Andrea Montermini     | DNQ         | DNF         | 10          | DNQ         | DNQ         | DNS         | DNQ         | DNF         | DNF         | DNQ         | DNP         |             |             |             |             |             | 0      |
| —    | 21  | Tarso Marques         |             | DNF         | DNF         |             |             |             |             |             |             |             |             |             |             |             |             |             | 0      |
| Pos. | Nr. | Coureur               | AUS         | BRA         | ARG         | EUR         | SMR         | MON         | SPA         | CAN         | FRA         | GBR         | DUI         | HON         | BEL         | ITA         | POR         | JPN         | Punten |
| Pos. | Nr. | Coureur               | Grands Prix |             |             |             |             |             |             |             |             |             |             |             |             |             |             |             | Punten |

| Resultaat                       |
| ------------------------------- |
| Winnaar                         |
| Tweede plaats                   |
| Derde plaats                    |
| Gefinisht (punten behaald)      |
| Gefinisht (geen punten behaald) |
| Niet geklasseerd (NC)           |
| Uitgevallen (DNF)               |
| Niet gekwalificeerd (DNQ)       |
| Gediskwalificeerd (DSQ)         |
| Niet gestart (DNS)              |
| Gewond (INJ)                    |
| Uitgesloten (EX)                |
| Teruggetrokken (WD)             |
| Niet deelgenomen (blanco cel)   |
| P Pole position                 |
| S Snelste ronde                 |

† — Coureur is niet gefinisht in de GP, maar heeft wel 90% van de race-afstand afgelegd, waardoor hij als geklasseerd genoteerd staat.

### Klassement bij de constructeurs
| Pos. | Constructeur       | Nr. | Grands Prix | Grands Prix | Grands Prix | Grands Prix | Grands Prix | Grands Prix | Grands Prix | Grands Prix | Grands Prix | Grands Prix | Grands Prix | Grands Prix | Grands Prix | Grands Prix | Grands Prix | Grands Prix | Punten |
| Pos. | Constructeur       | Nr. | AUS         | BRA         | ARG         | EUR         | SMR         | MON         | SPA         | CAN         | FRA         | GBR         | DUI         | HON         | BEL         | ITA         | POR         | JPN         | Punten |
| ---- | ------------------ | --- | ----------- | ----------- | ----------- | ----------- | ----------- | ----------- | ----------- | ----------- | ----------- | ----------- | ----------- | ----------- | ----------- | ----------- | ----------- | ----------- | ------ |
| 1    | Williams-Renault   | 5   | 1           | 1PS0        | 1P          | 4PS0        | 1S          | DNF         | DNFP        | 1P          | 1           | DNFP        | 1PS0        | 2S          | 5           | DNFP        | 2P          | 1           | 175    |
| 1    | Williams-Renault   | 6   | 2PS0        | DNF         | 2           | 1           | 11†         | DNF         | 3           | 2S          | 2S          | 1S          | 3           | 1           | 2P          | 7           | 1S          | DNFPS0      | 175    |
| 2    | Ferrari            | 1   | DNF         | 3           | DNF         | 2           | 2P          | DNFP        | 1S          | DNF         | DNSP        | DNF         | 4           | 9P†         | 1           | 1S          | 3           | 2           | 70     |
| 2    | Ferrari            | 2   | 3           | 7           | 5           | DNF         | 4           | 7†          | DNF         | DNF         | DNF         | DNF         | DNF         | DNF         | DNF         | DNF         | 5           | DNF         | 70     |
| 3    | Benetton-Renault   | 3   | DNF         | 2           | 3S          | DNF         | 6           | DNFS        | 2           | 3           | 3           | DNF         | 2           | 3           | 4           | 2           | 4           | DNF         | 68     |
| 3    | Benetton-Renault   | 4   | 4           | DNF         | DNF         | 9           | 3           | DNF         | DNF         | DNF         | 4           | 2           | 13†         | DNF         | 6S          | DNF         | 6           | 4           | 68     |
| 4    | McLaren-Mercedes   | 7   | 5           | 4           | DNF         | 8           | 8†          | 6†          | 5           | 5           | 5           | 3           | DNF         | 4           | 3           | 3           | DNF         | 3           | 49     |
| 4    | McLaren-Mercedes   | 8   | DNF         | DNF         | 7           | 3           | DNF         | 2           | DNF         | 4           | 6           | 5           | 5           | DNF         | DNF         | DNF         | 13          | 8           | 49     |
| 5    | Jordan-Peugeot     | 11  | DNF         | DNF         | 4           | 5           | 5           | DNF         | DNF         | DNF         | 9           | 4           | 6           | 6           | DNF         | 5           | DNF         | 9           | 22     |
| 5    | Jordan-Peugeot     | 12  | DNF         | 12          | DNF         | 6           | DNF         | DNF         | DNF         | 6           | 8           | 6           | 10          | DNF         | DNF         | 4           | 9           | 5           | 22     |
| 6    | Ligier-Mugen-Honda | 9   | 7           | 6           | 8           | DNF         | DNF         | 1           | DNF         | DNF         | 7           | DNF         | 7           | 5           | DNF         | DNF         | 10          | 7           | 15     |
| 6    | Ligier-Mugen-Honda | 10  | 10          | 8           | DNF         | 10          | 7           | DNF         | 6           | DNF         | DNF         | DNF         | DNF         | DNF         | DNF         | 6           | DNF         | DNF         | 15     |
| 7    | Sauber-Ford        | 14  | DNS         | DNF         | 9           | 7           | DNF         | 3           | DNF         | 7           | DSQ         | 9           | DNF         | DNF         | DNF         | 9†          | 8           | 10          | 11     |
| 7    | Sauber-Ford        | 15  | 8           | DNF         | DNF         | DNF         | DNF         | 4†          | 4           | DNF         | DNF         | 8           | 8           | DNF         | DNF         | DNF         | 7           | 6           | 11     |
| 8    | Tyrrell-Yamaha     | 18  | 11          | 9           | DNF         | DSQ         | DNF         | DNF         | DNF         | DNF         | DNF         | DNF         | DNF         | 7           | 8           | 10          | 12          | DNF         | 5      |
| 8    | Tyrrell-Yamaha     | 19  | 6           | 5           | DNF         | DSQ         | DNF         | 5†          | DSQ         | Ret         | 10          | 7           | 9           | DNF         | 7           | DNF         | 11          | DNF         | 5      |
| 9    | Footwork-Hart      | 16  | 9           | DNF         | DNF         | 11          | DNF         | DNF         | DNF         | DNF         | 11          | DNF         | 11          | 8           | 9           | DNF         | 14          | 13          | 1      |
| 9    | Footwork-Hart      | 17  | DNF         | DNF         | 6           | DNF         | DNF         | DNF         | DNF         | DNF         | DNF         | 10          | DNF         | DNF         | DNF         | 8           | DNF         | 11          | 1      |
| 10   | Minardi-Ford       | 20  | DNF         | 10          | DNF         | 12          | 9           | DNF         | DNF         | DNF         | 12          | DNF         | 12          | DNF         | 10          | DNF         | 16          | 12          | 0      |
| 10   | Minardi-Ford       | 21  | DNF         | DNF         | DNF         | 13          | DNF         | DNF         | DNF         | 8           | DNF         | 11          | DNQ         | 10†         | DNQ         | DNF         | 15          | DNQ         | 0      |
| 11   | Forti-Ford         | 22  | DNQ         | 11          | DNF         | DNQ         | 10          | DNF         | DNQ         | DNF         | DNF         | DNQ         | DNP         |             |             |             |             |             | 0      |
| 11   | Forti-Ford         | 23  | DNQ         | DNF         | 10          | DNQ         | DNQ         | DNS         | DNQ         | DNF         | DNF         | DNQ         | DNP         |             |             |             |             |             | 0      |
| Pos. | Constructeur       | Nr. | AUS         | BRA         | ARG         | EUR         | SMR         | MON         | SPA         | CAN         | FRA         | GBR         | DUI         | HON         | BEL         | ITA         | POR         | JPN         | Punten |
| Pos. | Constructeur       | Nr. | Grands Prix |             |             |             |             |             |             |             |             |             |             |             |             |             |             |             | Punten |

| Resultaat                       |
| ------------------------------- |
| Winnaar                         |
| Tweede plaats                   |
| Derde plaats                    |
| Gefinisht (punten behaald)      |
| Gefinisht (geen punten behaald) |
| Niet geklasseerd (NC)           |
| Uitgevallen (DNF)               |
| Niet gekwalificeerd (DNQ)       |
| Gediskwalificeerd (DSQ)         |
| Niet gestart (DNS)              |
| Gewond (INJ)                    |
| Uitgesloten (EX)                |
| Teruggetrokken (WD)             |
| Niet deelgenomen (blanco cel)   |
| P Pole position                 |
| S Snelste ronde                 |

† — Coureur is niet gefinisht in de GP, maar heeft wel 90% van de race-afstand afgelegd, waardoor hij als geklasseerd genoteerd staat.
1950 · 1951 · 1952 · 1953 · 1954 · 1955 · 1956 · 1957 · 1958 · 1959 · 1960 · 1961 · 1962 · 1963 · 1964 · 1965 · 1966 · 1967 · 1968 · 1969 · 1970 · 1971 · 1972 · 1973 · 1974 · 1975 · 1976 · 1977 · 1978 · 1979 · 1980 · 1981 · 1982 · 1983 · 1984 · 1985 · 1986 · 1987 · 1988 · 1989 · 1990 · 1991 · 1992 · 1993 · 1994 · 1995 · 1996 · 1997 · 1998 · 1999 · 2000 · 2001 · 2002 · 2003 · 2004 · 2005 · 2006 · 2007 · 2008 · 2009 · 2010 · 2011 · 2012 · 2013 · 2014 · 2015 · 2016 · 2017 · 2018 · 2019 · 2020 · 2021 · 2022 · 2023 · 2024 · 2025 · 2026 
 Lijst van Formule 1 Grand Prix-wedstrijden